# Grundrecht auf Glück
Das Grundrecht auf Glück ist ein in der Verfassung des Staates Bhutan garantiertes Rechtsgut. Es wird zunehmend, zum Beispiel anhand der Forderung nach Verwendung des Indizes des Bruttonationalglücks, auch in westlichen Gesellschaften diskutiert. Es unterscheidet sich vom Recht auf Streben nach Glück, wie es in der Unabhängigkeitserklärung der Vereinigten Staaten formuliert ist, darin, dass es die Voraussetzungen der persönlichen Entwicklung garantiert (siehe zweiteiliger Glücksbegriff).

## Zweiteiliger Glücksbegriff
Der der Entwicklung der Personen und der Gemeinschaft zugrunde gelegte Glücksbegriff ist zweiteilig insofern, als in einem ersten Teil die Sicherung der Lebensgrundlagen, also Nahrung, Wohnen, Sicherheit, Kleidung und soziale Einbindung, darunter verstanden werden, zu deren Verwirklichung der Staat verpflichtet ist und in einem zweiten Teil die persönliche Fähigkeit der Person verstanden wird, Glück zu erleben, die auf Grundlage des ersten Teils des Konzepts weiter entwickelt werden kann.

## Bruttonationalglück

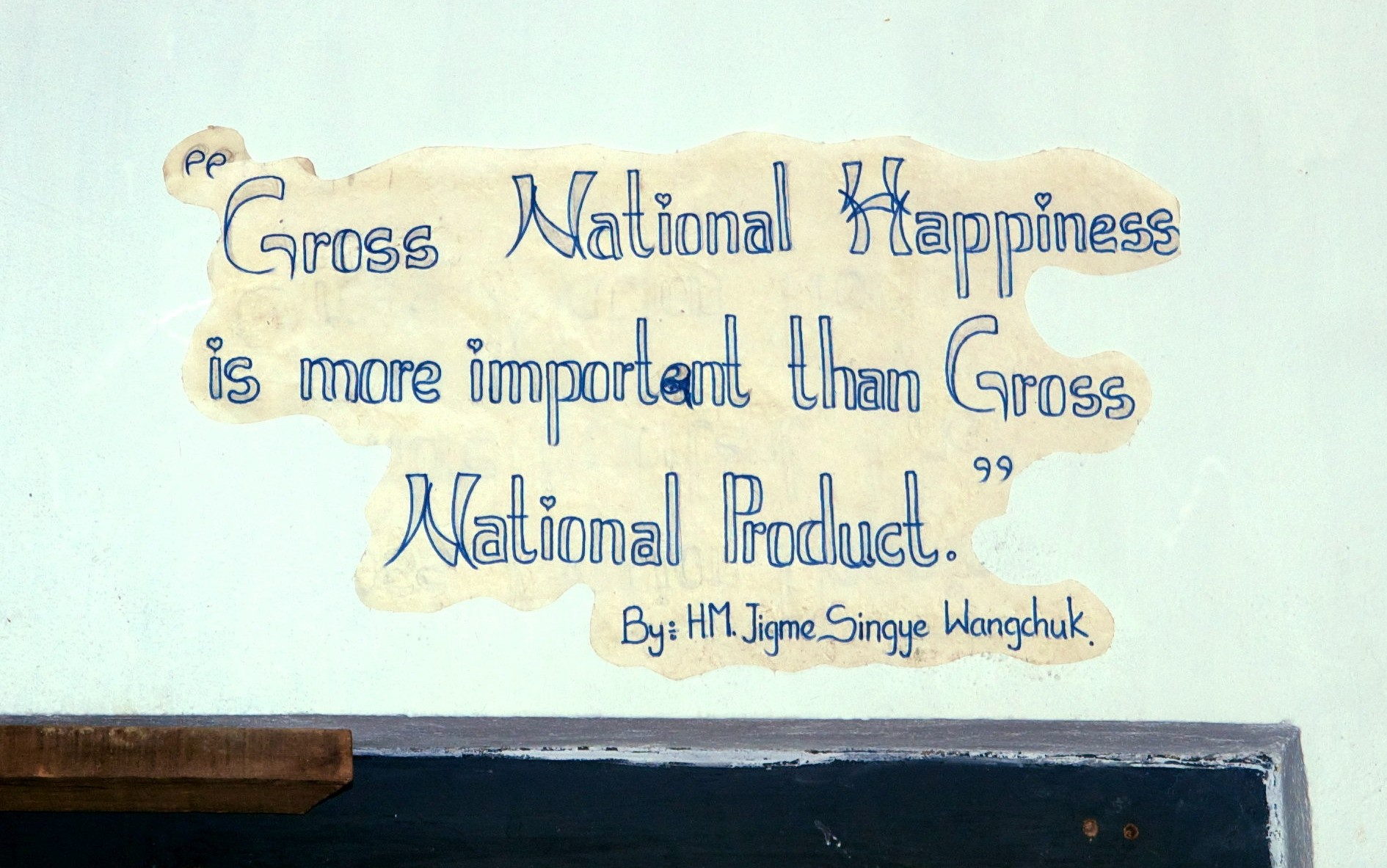
„Bruttonationalglück ist wichtiger als Bruttoinlandsprodukt“, Wandspruch in einer Schule für traditionelle Künste in Thimphu

Bhutan hat im Rahmen dieser rechtlichen Konstellation von der Erfassung des Bruttoinlandsproduktes auf die Erfassung des Bruttonationalglücks umgestellt. Dieser Index ist zum Beispiel in der Lage, Faktoren der Lebensqualität wie saubere Gewässer zu erfassen.

## Diskussion in anderen Ländern
In Brasilien wurde die Verankerung des Grundrechts auf Glück in der Verfassung diskutiert. In Deutschland haben die Piraten die Einführung des Bruttonationalglücks als Index der Entwicklung gefordert.